# Антуан Куазево
Антуа́н Куазево́, часто також Куазево́кс (фр. Antoine Coysevox, МФА: [kwazəvɔ], 29 вересня 1640, Ліон — 10 жовтня 1720, Париж) — французький скульптор і декоратор. Працював в стилістиці бароко, хоча офіційним стилем доби правління короля Людовика XIV проголосили класицизм. Робив портретні бюсти, працював в меморіальній пластиці (надгробок кардинала Дж. Мазаріні).

## Біографія
Майбутній скульптор народився в місті Ліон. Навчався в Королівській Академії живопису і скульптури в Парижі. В 20 років за успіхи в скульптурі був назначиний придворним скульптором короля Франції. Був викладачем в Королівській академії, яку сам же і закінчив. Як скульптор брав участь у проектах короля Людовика XIV по оздобленню палацу в Версалі і тамтешнього парку, створеного геніальним садівником Ленотром. Помер у Парижі.

## Перелік головних творів
- портрет матері художника Іасента Ріго
- бюст художника Шарля Лебрена
- бюст міністра фінансів Кольбера
- бюст «Великого Конде» (принц Луї Другий Конде), бронза, Лувр
- Кінний портрет короля Людовика XIV на барельєфі (перехід через річку Рейн), Версальський палац, зал Війни
- Дівчина з мушлею, статуя в парку Версаль
- Великі декоративні вази, парк Версаль
- аллегорія річки Дордонь, парк Версаль
- аллегорія річки Гаронни, парк Версаль
- алегорія річки Сена, 1706, Лувр
- Нептун, 1705, Лувр
- Амфітріта, 1705, Лувр
- бюст гравера Жерара Одрана, Лувр
- бюст короля Франції Людовика XIV. 1689,музей Карнавелє, Париж
- Кінні монументи «Меркурій» та «Слава», сад Тюїльрі
- Надгробок кардинала Дж. Мазаріні,1689-1693, Лувр
- портрет Пьєра Міньяра, теракота, Ермітаж, Петербург

## Галерея скульптур

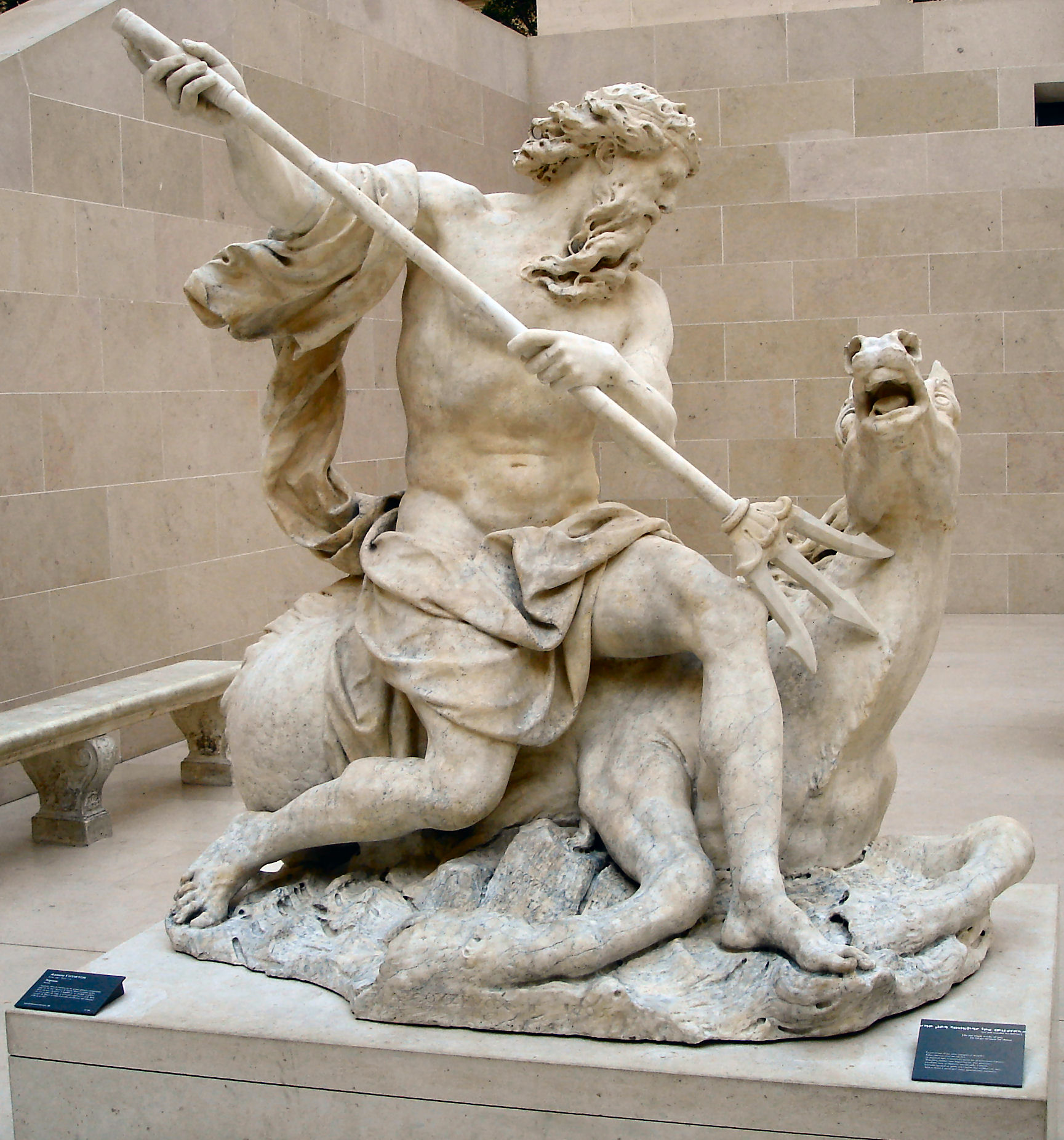
Бог морів Нептун, 1705, Лувр
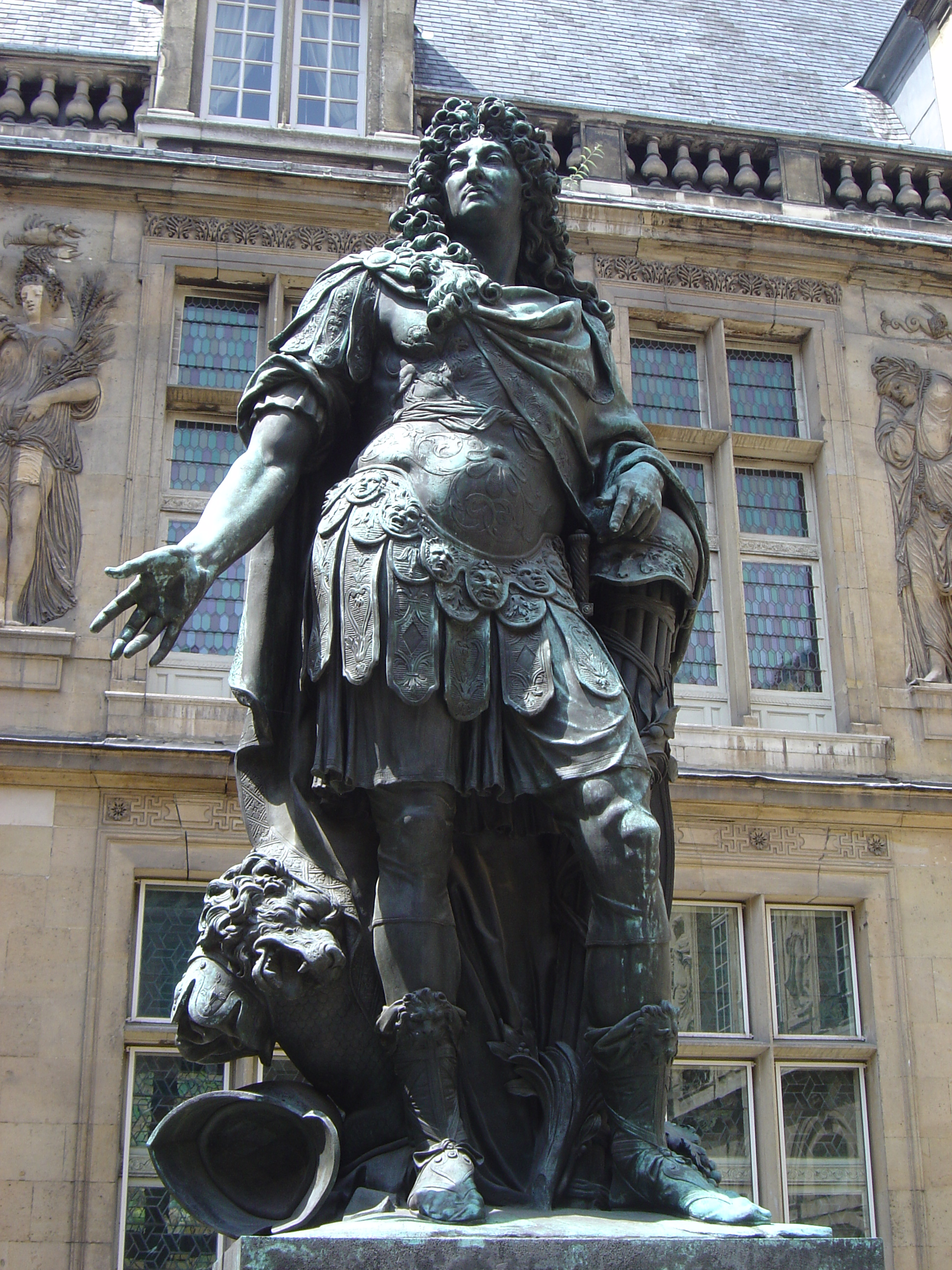
Король Людовик XIV
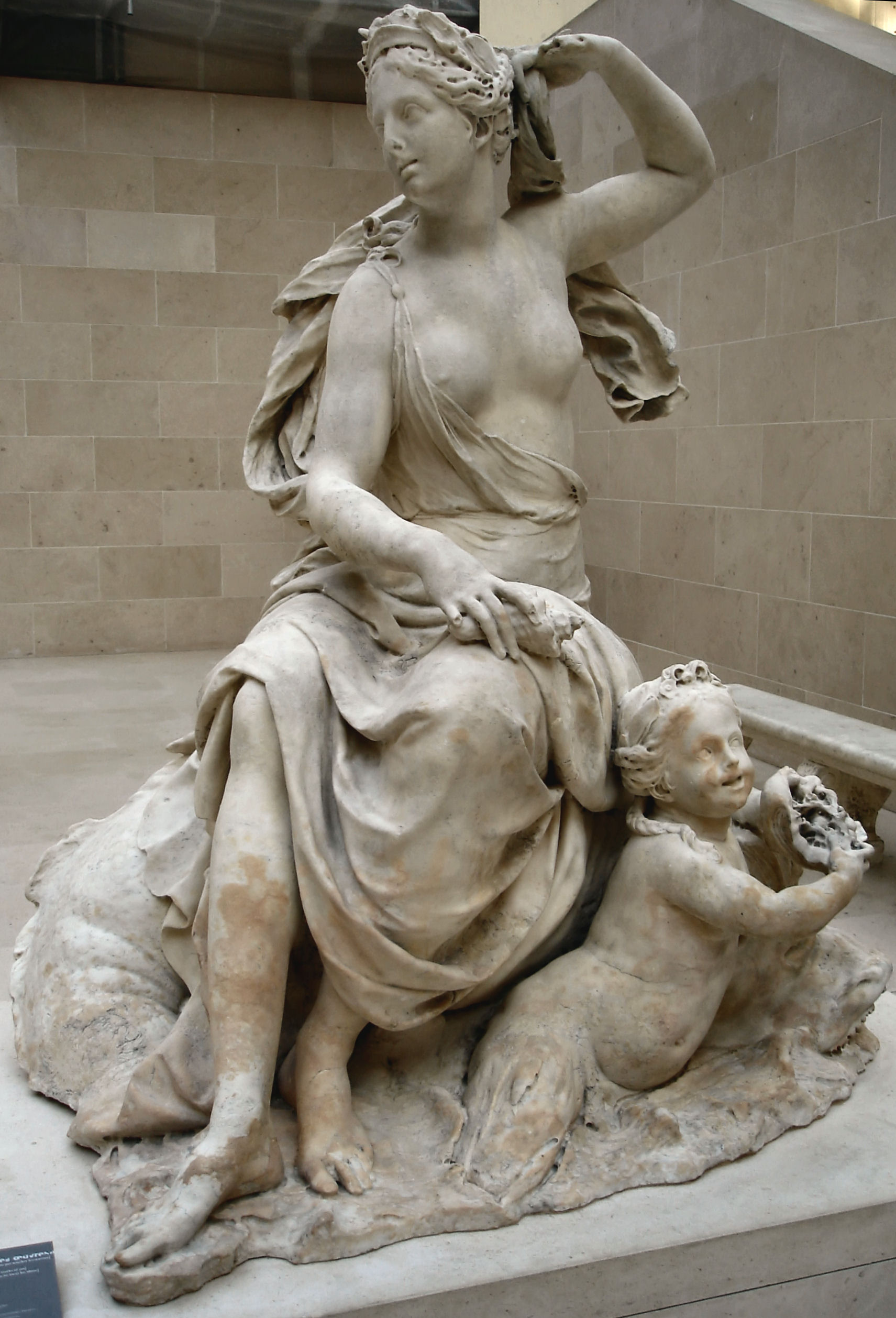
Амфітріта, 1705, Лувр
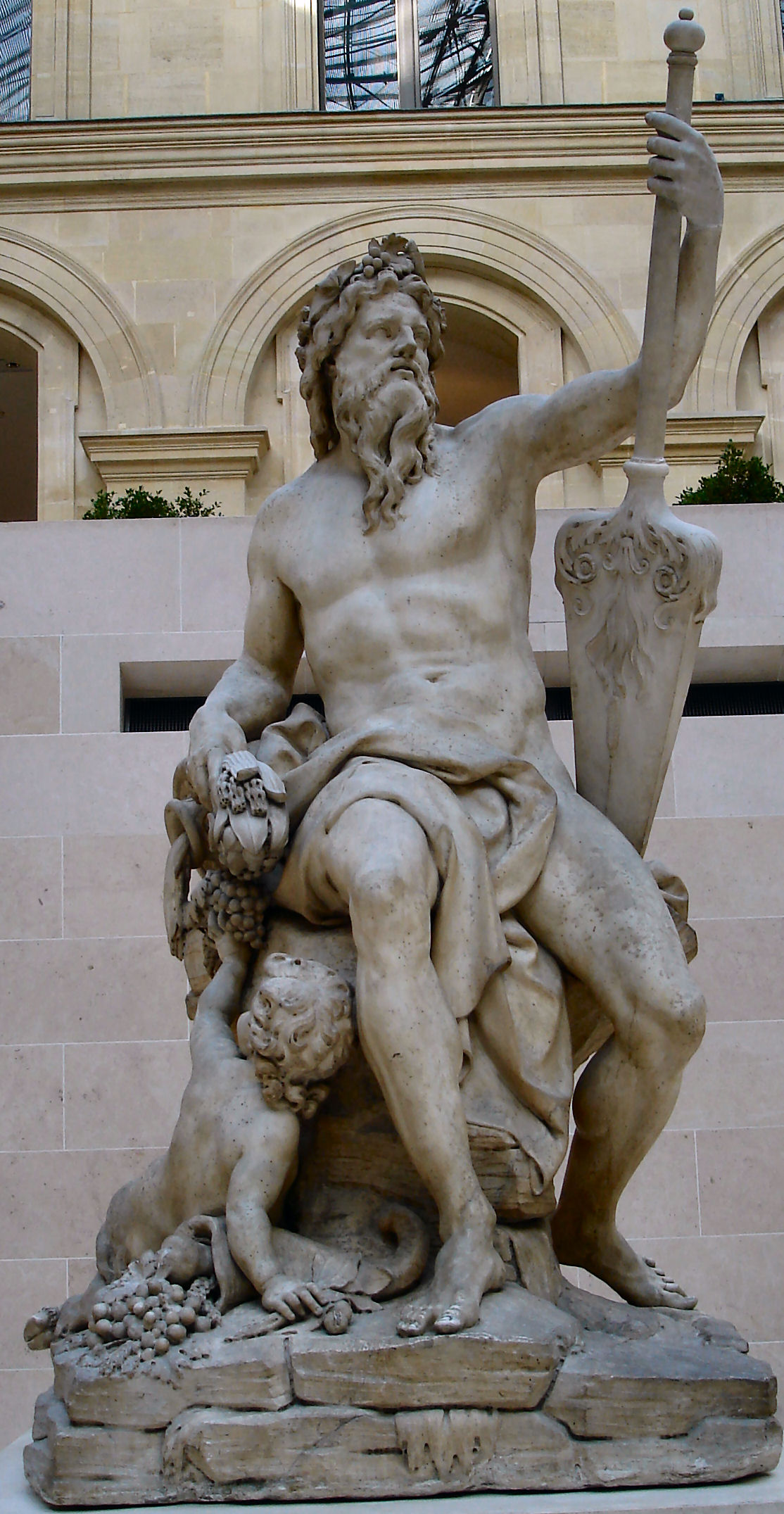
Алегорія річки Сена, 1706

## Куазевокс, портретні бюсти

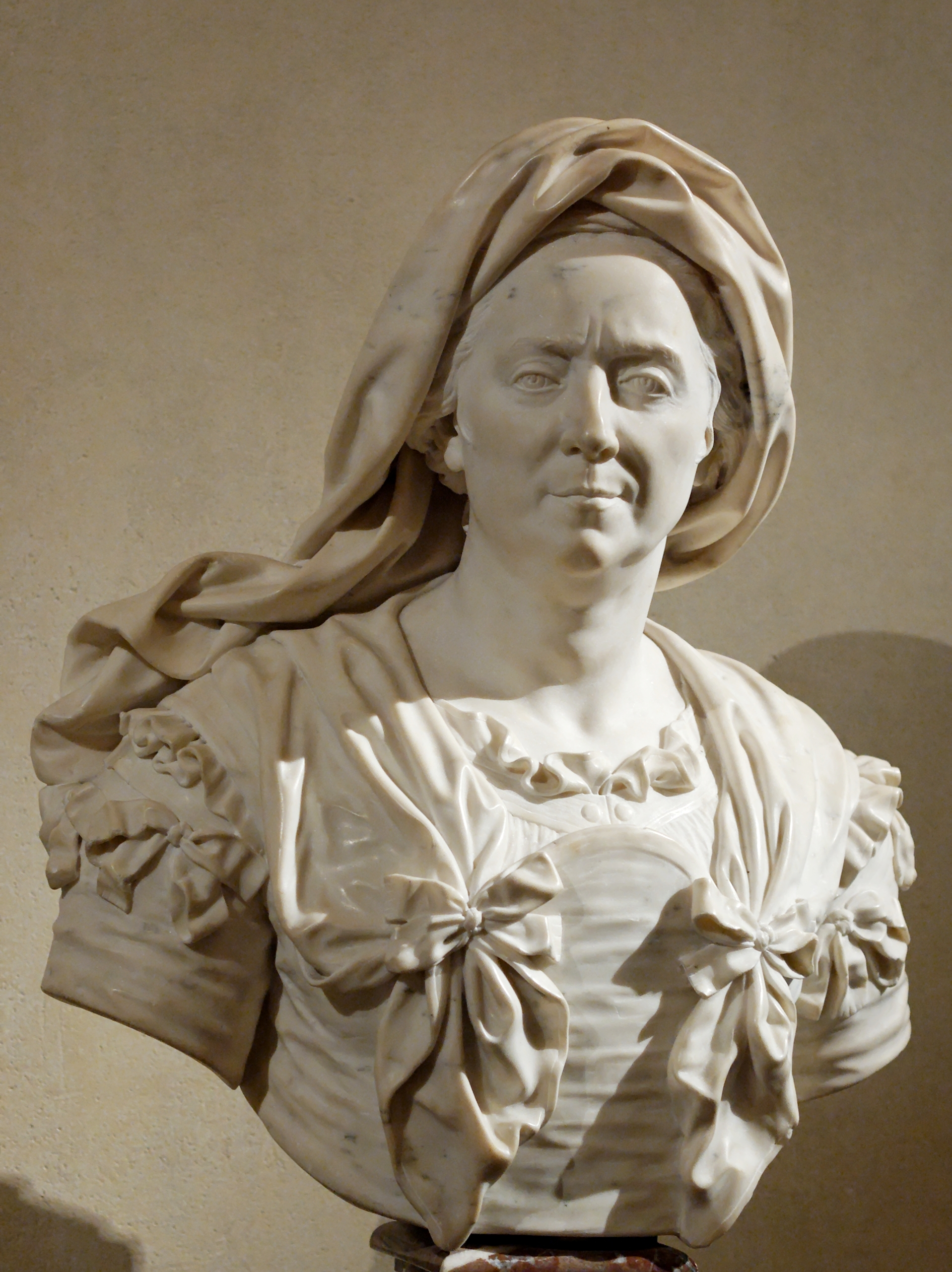
Марі Серре. Мати художника Іасента Ріго (Hyacinthe Rigaud). Мармур, 1706 р.
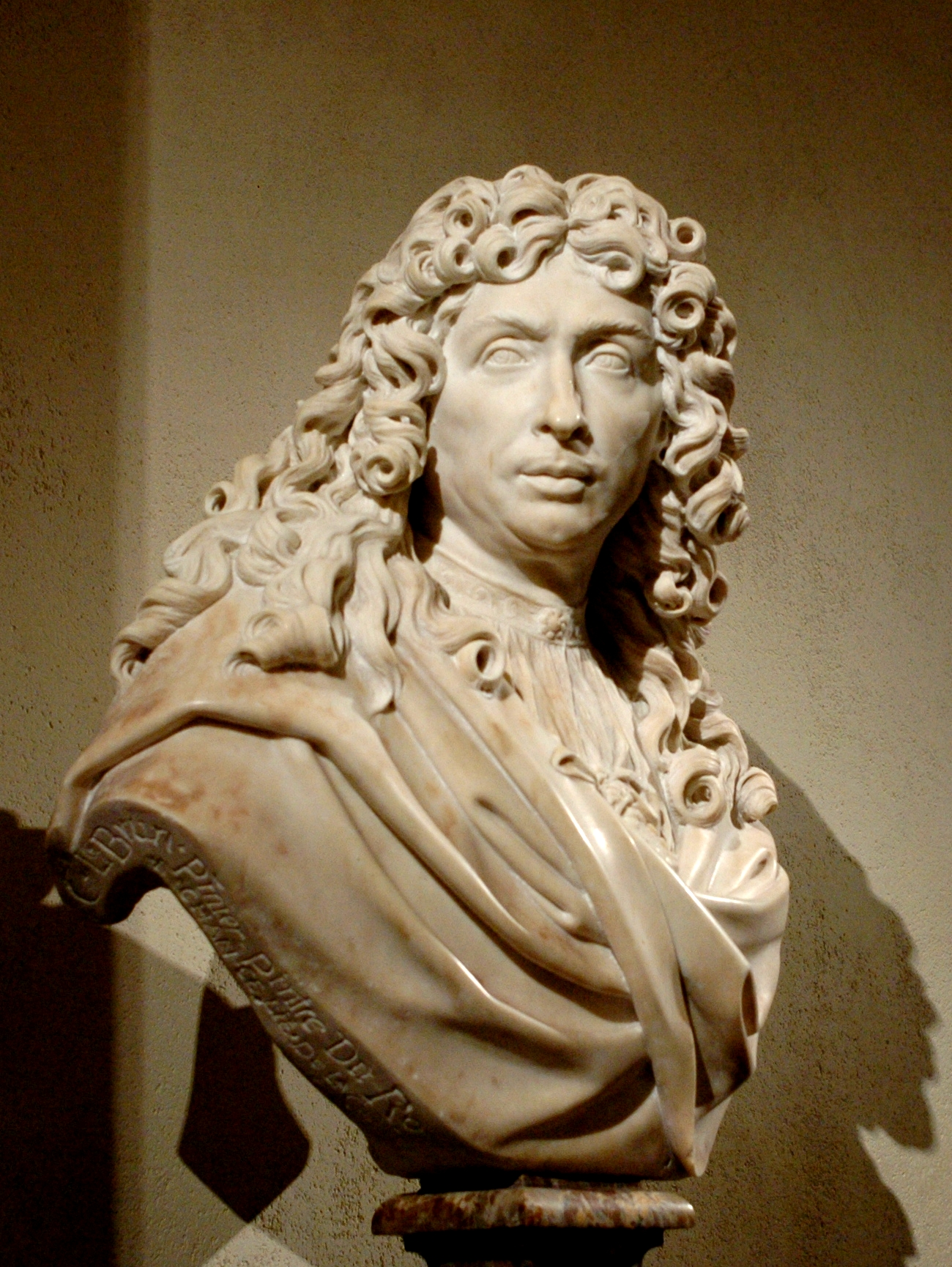
Художник Шарль Лебрен
Міністр фінансів Кольбер

## Портретний бюст принца Луї II Конде

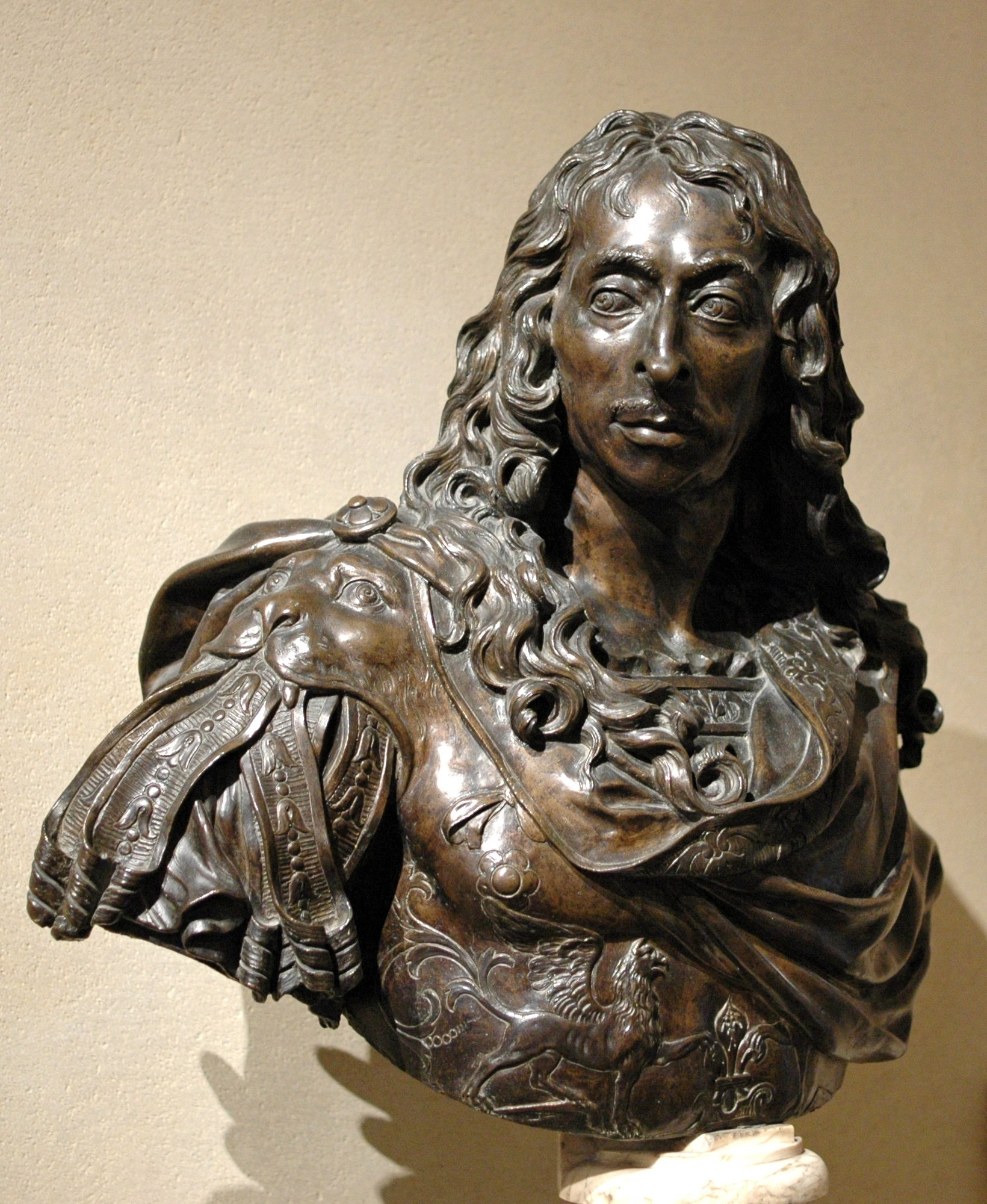
Скульптор Куазевокс, портрет Луї II де Бурбон-Конде, Принца де Конде. Бронзовий бюст. (Лувр)

Куазево створив декілька вдалих портетних бюстів. Серед портретів колег — бюст гравера Жерара Одрана. Розкішна, модна перука і велична поза поріднюють бюст з зображеннями аристократів, бо так диктувала мода.
Справжнім шедевром став бронзовий бюст принца Конде. Дуже вдалий полководець, Луї II Конде відрізнявся жорстокістю, блюзнірством, грубим поводженням навіть з близьким оточенням. Він з тих антипатриотів, що обертав свою зброю проти своєї країни. Конде — прибічник Фронди, що воювала проти короля і кардинала Мазаріні. Це він спустошував північні області Франції, це він намагався створити самостійне князівство в своїх землях. Бурхливо проведена молодість, перебування у в'язниці і хвороба зробили його неприємним і антипатичним. Навіть після політичного примирення з королем і кардиналом, його на вісім років відсторонили від справ, бо не довіряли.
Перед скульптором стояло важке завдання створити репрезентативний портрет хворої (хворів на ревматизм)і неприємної, але небезпечної особи. Куазевокс гідно справився з завданням, висунувши на перший план розкішне вбрання Конде і блискучі засоби обробки бронзи. Це трохи затьмарило сміливо змальовану, правдиву і неприємну характеристику образу.